# Treron sanctithomae
Treron sanctithomae é uma espécie de ave da família Columbidae.
É endémica de São Tomé e Príncipe.
Os seus habitats naturais são: florestas subtropicais ou tropicais húmidas de baixa altitude.